# Pneumonite de hipersensibilidade
Pneumonite de hipersensibilidade ou alveolite alérgica extrínseca é uma doença pulmonar caracterizada pela inflamação e dos alvéolos pulmonares por uma reação alérgica (hipersensibilidade tipo 4) à inalação de poeira ou vapor com proteínas orgânicas por vários anos. Acometidos são normalmente expostos ao alérgeno devido a sua profissão ou moradia e podem ser obrigados a mudar de carreira ou casa para recuperar-se. O uso de máscara é recomendado para prevenir os episódios de pneumonite.

## Classificação por causa
Está associada a diversas profissões e diferentes patógenos:
- Pulmão do fazendeiro: A variedade mais comum, causada por respirar feno mofado, geralmente por Saccharopolyspora rectivirgula. Afeta entre 1 e 7% dos fazendeiros.
- Pulmão do avicultor: Devido à exposição a poeira das penas e dejetos de aves.
- Pulmão do carpinteiro: Devido a exposição a serragem com Penicillium spp
- Pulmão do músico: Devido a exposição a poeira dentro de instrumentos de sopro, com Mycobacterium spp.
- Pulmão do queijeiro: Devido à exposição ao mofo do queijo, geralmente Penicillium casei ou Penicillium roqueforti.
- Pulmão do químico: Devido a exposição a poeira de tintas, resinas ou poliuretano.
- Pulmão da sauna: Devido exposição ao vapor com Mycobacterium avium ou  Graphium spp, comum em saunas ou jacuzzi mal-lavadas.
- Pulmão do trabalhador do café: Devido a exposição a poeira do café.
- Pulmão do trabalhador do cogumelo: Devido a exposição a actinomicetos termófilos nos compostos dos cogumelos.
- Pulmão do trabalhador de laboratório: Devido a exposição a urina de ratos machos.
- Pulmão do trabalhador do malte: Devido a exposição ao mofo do malte com Aspergillus clavatus.
- Pulmão do umidificador: Devido a inalação de vapor do umidificador com Bacillus, actinomicetos, Aureobasidium ou amebas.
- Pulmão do vinicultor: Devido a exposição ao mofo de uvas com Botrytis cinerea.
- Soberose: Devido a exposição a fungos nas pessoas que trabalham na indústria da cortiça (como a cortiça vem do sobreiro esta doença chama-se soberose).[3]

## Patofisiologia

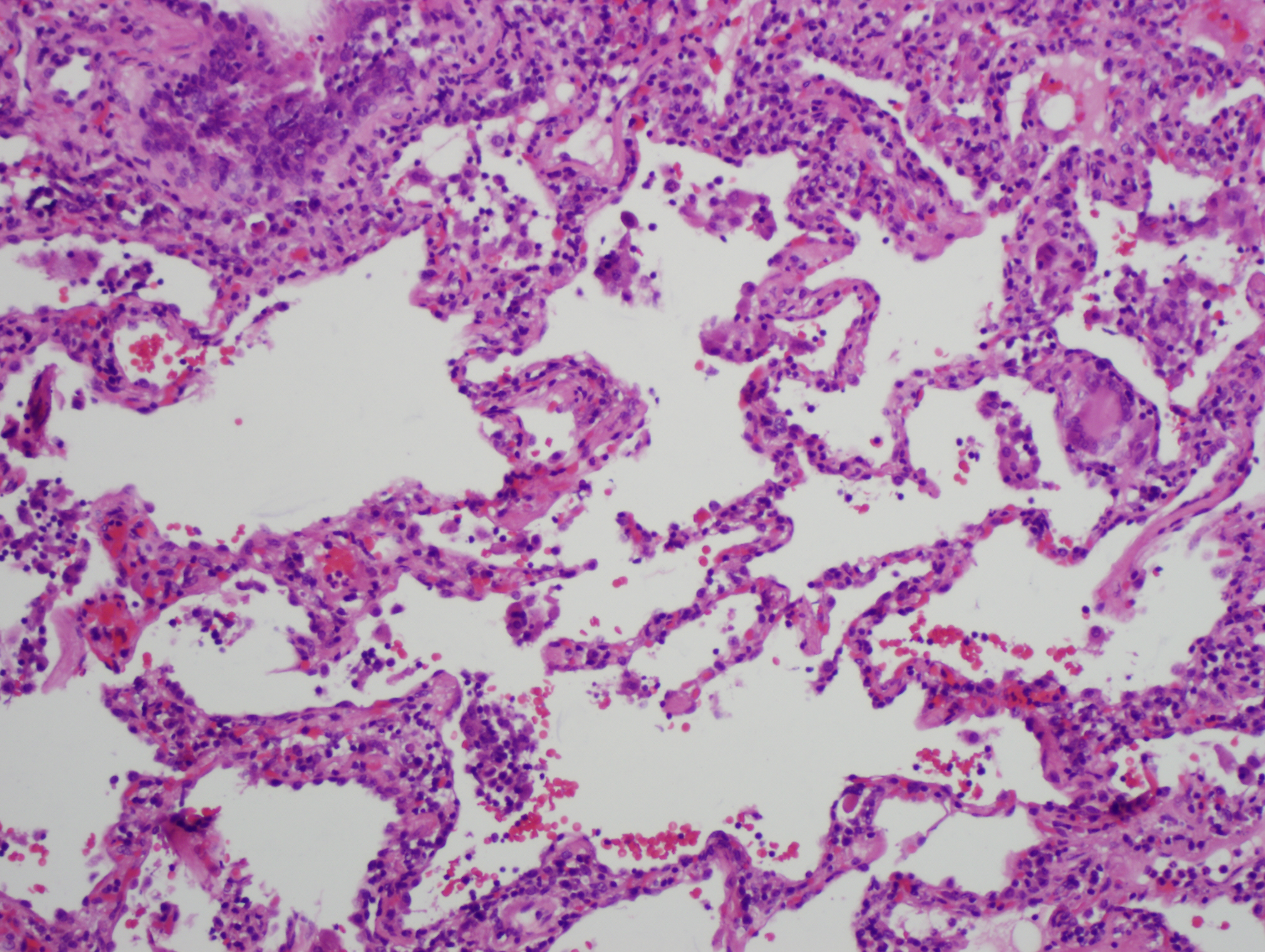
Na histologia podem ser vistas células inflamatórias, linfócitos, granulomas e fibrose intersticial.

O processo histopatológico consiste em inflamação crônica dos brônquios e tecidos próximos (bronquiolite), muitas vezes com granulomas não caseosos mal definidos e células gigantes no interstício ou alvéolos. Fibrose e enfisema podem se desenvolver mais tarde.

## Sinais e sintomas
Pneumonite de hipersensibilidade é categorizada aguda, subaguda ou crônica baseado na duração da doença.
Forma aguda
Os sintomas da pneumonite de hipersensibilidade aguda geralmente começam 4 a 8 horas após a exposição ao agente responsável pela alergia (alérgeno) e são similares a uma gripe:
- Febre,
- Tosse seca,
- Aperto no peito,
- Falta de ar,
- Cansaço.

Outros sintomas comuns incluem mal-estar, calafrios, dor de cabeça, dores pelo corpo e perda de apetite. Resolve depois de 12h ou alguns dias evitando o alérgeno e volta após nova exposição.
Forma intermitente
Os sintomas tendem a ser menos grave e mais graduais no início e incluem:
- Tosse produtiva,
- Dificuldade pra respirar,
- Cansaço
- Perda de apetite e de peso.

Pode ocorrer após ataques agudos repetidos e episódios de pneumonia. Ao contrário da forma aguda os sintomas demoram semanas ou meses para melhorar.
Forma crônica
Pode aparecer com ou sem fases agudas prévias
- Perda de peso
- Diminuição gradual da tolerância ao exercício
- Dificuldade para respirar progressiva
- Ponta dos dedos agrandados e dormentes
- Distresse respiratório, pode-se escutar crepitação na base pulmonar

Pode complicar com fibrose pulmonar progressiva e parcialmente irreversível, destruição dos alvéolos (enfisema), insuficiência cardíaca direita (cor pulmonale) e ruptura pulmonar (pneumotórax espontâneo) com altos níveis de mortalidade.

## Diagnóstico

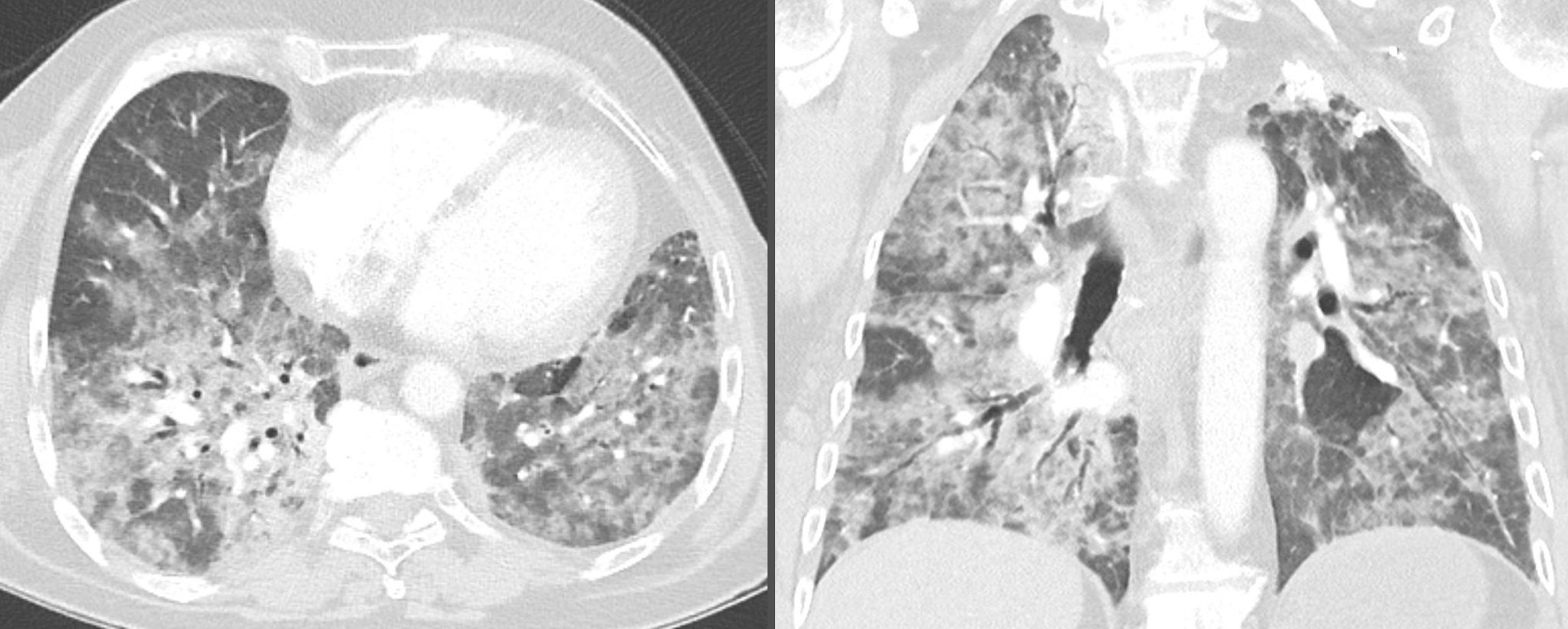
Tomografia axial e coronal.

O diagnóstico é baseado na história de sintomas após a exposição ao alérgeno e em testes clínicos. Exames de sangue indicam sinais de inflamação pouco específicos, a radiografia de tórax revela áreas de opacidade difusa, pode haver edema e fibrose, e testes de função pulmonar revelam doença pulmonar restritiva.

## Tratamento
Descobrir a causa da alergia e evitá-la é a principal parte do tratamento, frequentemente não é necessário medicação. Nos casos crônicos pode demorar anos até que o pulmão se recupere. Corticosteroides podem tratar os sintomas, mas não impede a evolução da doença. Sem evitar o alérgeno a fibrose pulmonar continua a progredir e até ser fatal mesmo com terapia corticosteroide agressiva.